# Ipomoea courchetii
Ipomoea courchetii är en vindeväxtart som beskrevs av François Gagnepain. Ipomoea courchetii ingår i släktet praktvindor, och familjen vindeväxter. Inga underarter finns listade i Catalogue of Life.